# Tom Price (plaats)
Tom Price is een plaats in de regio Pilbara in West-Australië. Het is de hoofdplaats van het bestuurlijk gebied Shire of Ashburton. Tom Price ligt 1.470 kilometer ten noordnoordoosten van Perth, 570 kilometer ten zuidoosten van Karratha en 277 kilometer ten westen van Newman.
In 2006 telde Tom Price 2.721 inwoners, met een lage gemiddelde leeftijd van 29 jaar. In 2021 was het bevolkingsaantal gestegen tot 2.910 inwoners en de gemiddelde leeftijd tot 32 jaar. Het is de hoogstgelegen stad (town) in West-Australië, 747 meter boven zeeniveau.
De stad is bekend als mijnwerkersstad. Ongeveer vijf kilometer buiten Tom Price bevindt zich een ijzerertsmijn van Rio Tinto Group. De stad is vernoemd naar Thomas Moore Price, voormalig vice president van het Amerikaanse staalbedrijf Kaiser Steel.

## Geschiedenis
In 1861 was Francis Thomas Gregory de eerste ontdekkingsreiziger die de regio Pilbara verkende. Hij merkte de aanwezigheid van ijzererts reeds op. In 1952 liet Lang Hancock, een ijzermagnaat, luchtonderzoeken boven Tom Price uitvoeren en ontdekte de aanwezigheid van grote ijzerertsafzettingen. Hij kon met die resultaten niets aanvangen vermits er toen, sinds de Tweede Wereldoorlog, een verbod op de uitvoer van ijzer- en staalproducten van kracht was in Australië.
In 1961 werd het verbod opgeheven. De geologen Bill Burns en Ian Whitcher landden op de berg Tom Price in 1962 en kwamen tot de conclusie dat de berg bijna volledig uit puur ijzererts bestond. In de jaren 1960 legde Hamersley Iron Pty Ltd een spoorweg aan tussen de mijn die ze er openden en de haven van Dampier, de latere Hamersley & Robe River Railway. Het dorp Tom Price werd ontwikkeld als dienstencentrum en woonzone voor de mijnwerkers.

## Toerisme
Tom Price heeft een toeristisch bureau, een hotel, een motel, een caravanpark, een camping en verscheidene restaurants. Het toeristisch seizoen loopt van mei tot oktober. Van oktober tot april is het te warm en is er kans op cyclonen.
- Met de Hamersley Iron Mine Site Tours maakt men een excursie naar de ijzermijn. Vanop een uitkijkpunt overziet men de mijn met al haar enorme mijnbouwuitrustingen. Tweehonderd ton zware vrachtwagens vervoeren het erts naar de pletmachines. Het erts wordt vervolgens op treinen geladen die tot twee kilometer lang zijn en door drie locomotieven worden getrokken.
- Mount Nameless ligt op vier kilometer van het dorp en is 1.128 meter hoog. Men kan er naar boven wandelen of rijden.
- Mt Sheila Lookout ligt in het noorden van het dorp en biedt een uitzicht over de streek.
- Hamersley Gorge ligt 45 kilometer ten oosten van Mt Sheila. Men kan er zwemmen.
- Het Nationaal park Karijini ligt in het Hamersleygebergte ten oosten van Tom Price en biedt recreatieve wandelingen, picknickvoorzieningen, campings, watervallen, waterpoelen en prachtige twee miljoen jaar oude kloven.

## Voorzieningen
Tom Price heeft door het ontbreken van andere voorzieningen veel sportvoorzieningen voor haar jonge bevolking. Er zijn voorzieningen voor motorcross, speedway en fietscross. Er is een olympisch zwembad en een goed uitgerust fitnesscentrum. Er zijn tennis-, squash-, netbal-, volleybal-, golf- en basketbalvelden en drie stadia voor voetbal, Australian football en softbal.
Het dorp heeft verder een basis- en secundaire school, een bibliotheek, een postkantoor, een hospitaal, een supermarkt, een apotheker, een kapsalon en een anglicaanse en katholieke kerk.

## Transport
Er is een busdienst vanaf de luchthaven van Paraburdoo die ongeveer 70 kilometer van Tom Price ligt. De luchthaven is eigendom van de Rio Tinto Group.
Met de wagen is Tom Price bereikbaar via de Nanutarra Munjina Road (State Route 136) die de North West Coastal Highway verbindt met de Great Northern Highway. Vervolgens neemt men de Paraburdoo–Tom Price Road.

## Klimaat
Tom Price kent een warm steppeklimaat, BSh volgens de klimaatclassificatie van Köppen.
Er valt gemiddeld 382 mm neerslag per jaar. De gemiddelde temperatuur bedraagt 24,4 °C.

## Galerij

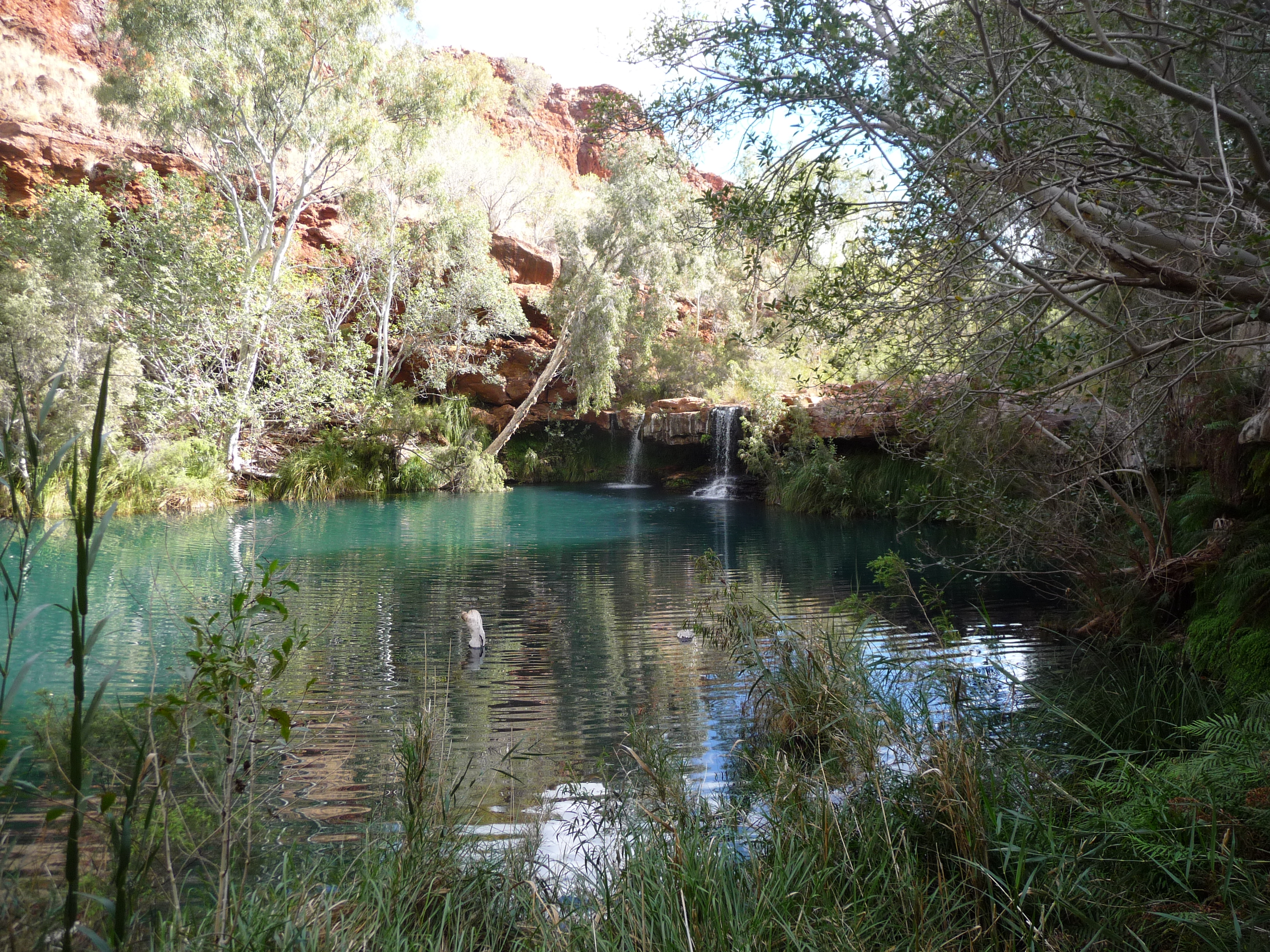
Fern Pool in nationaal park Karijini
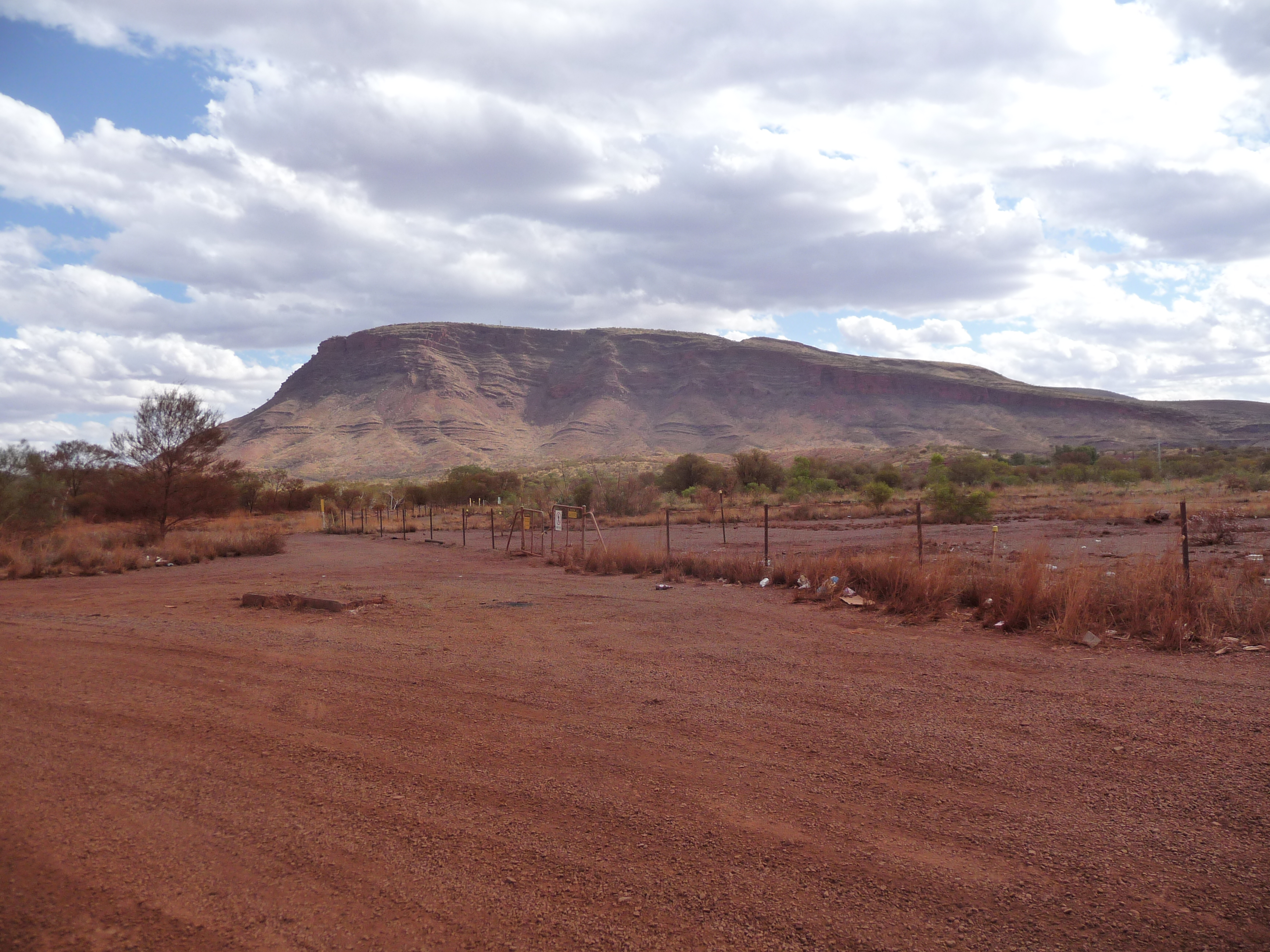
Jarndunmunha (Mount Nameless)
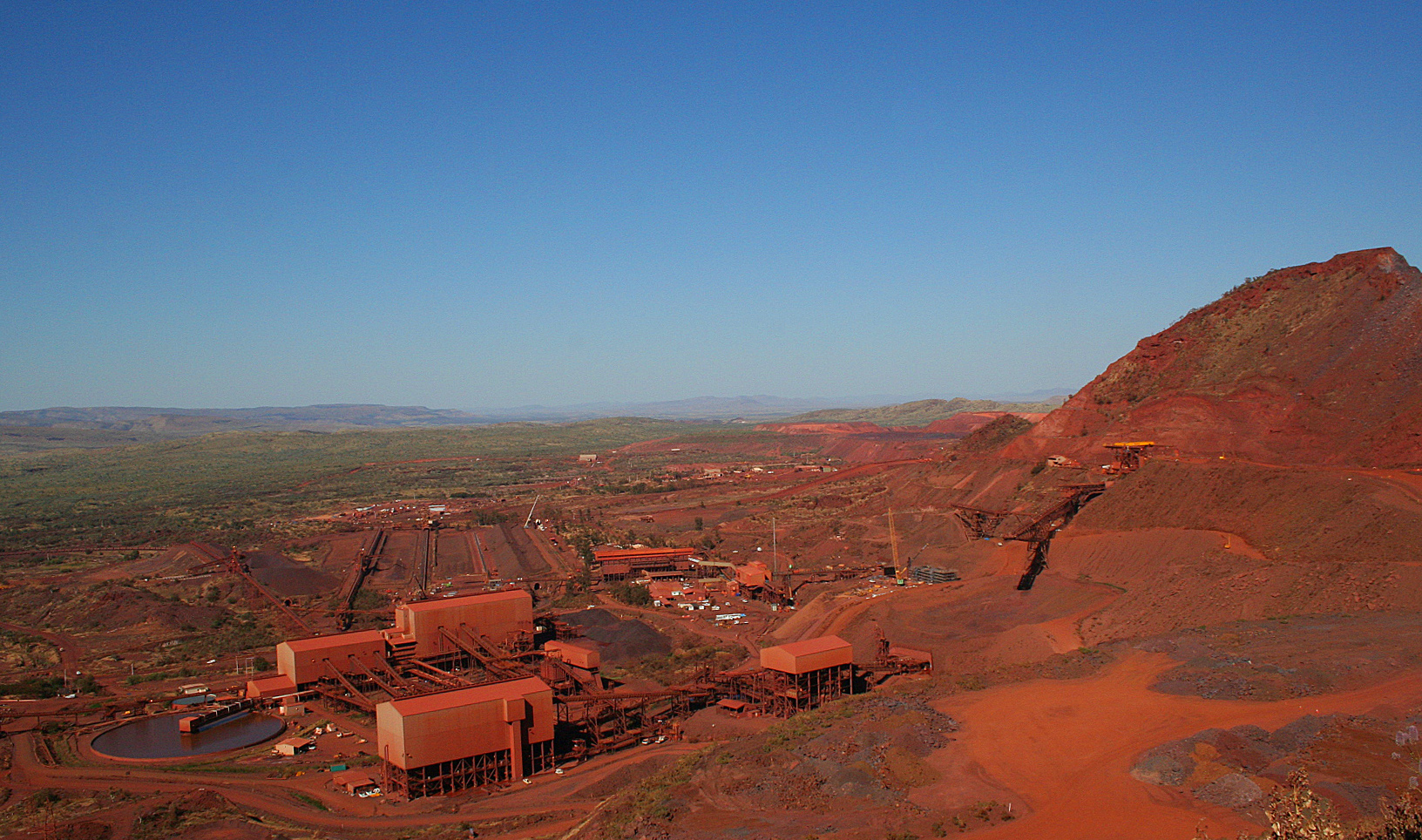
Tom Price ijzermijn
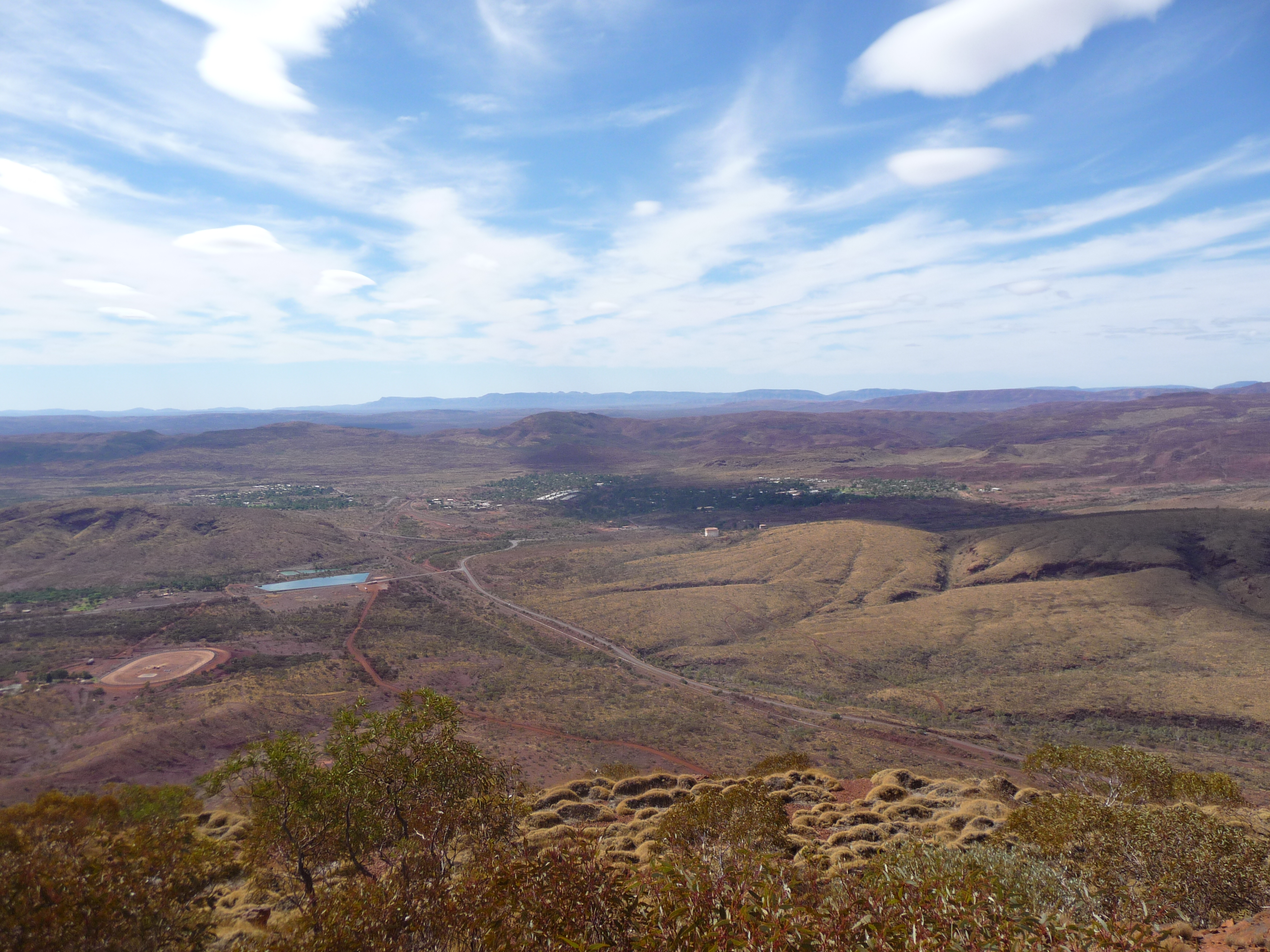
vanop Mount Nameless
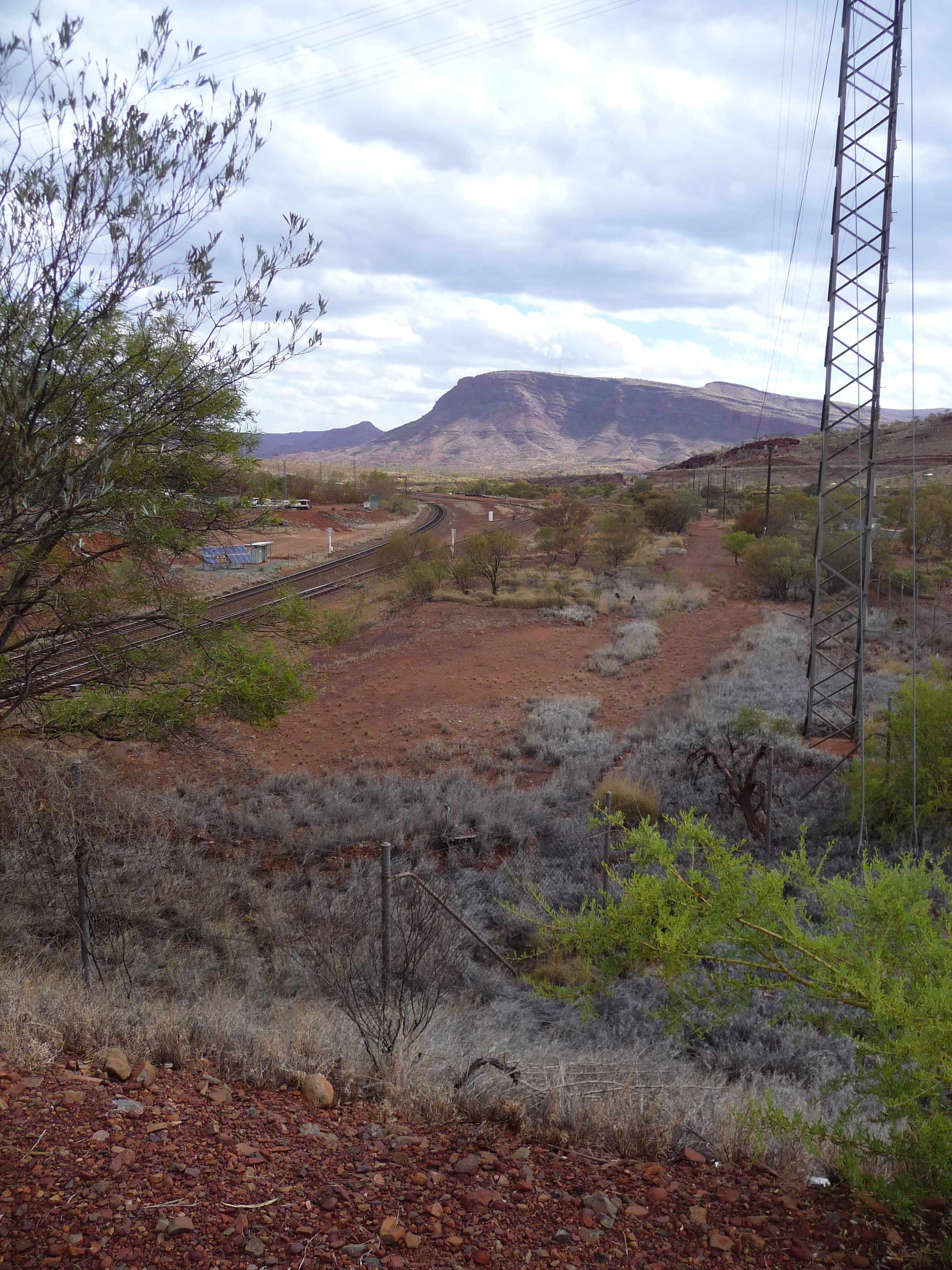
spoorweg naar Dampier
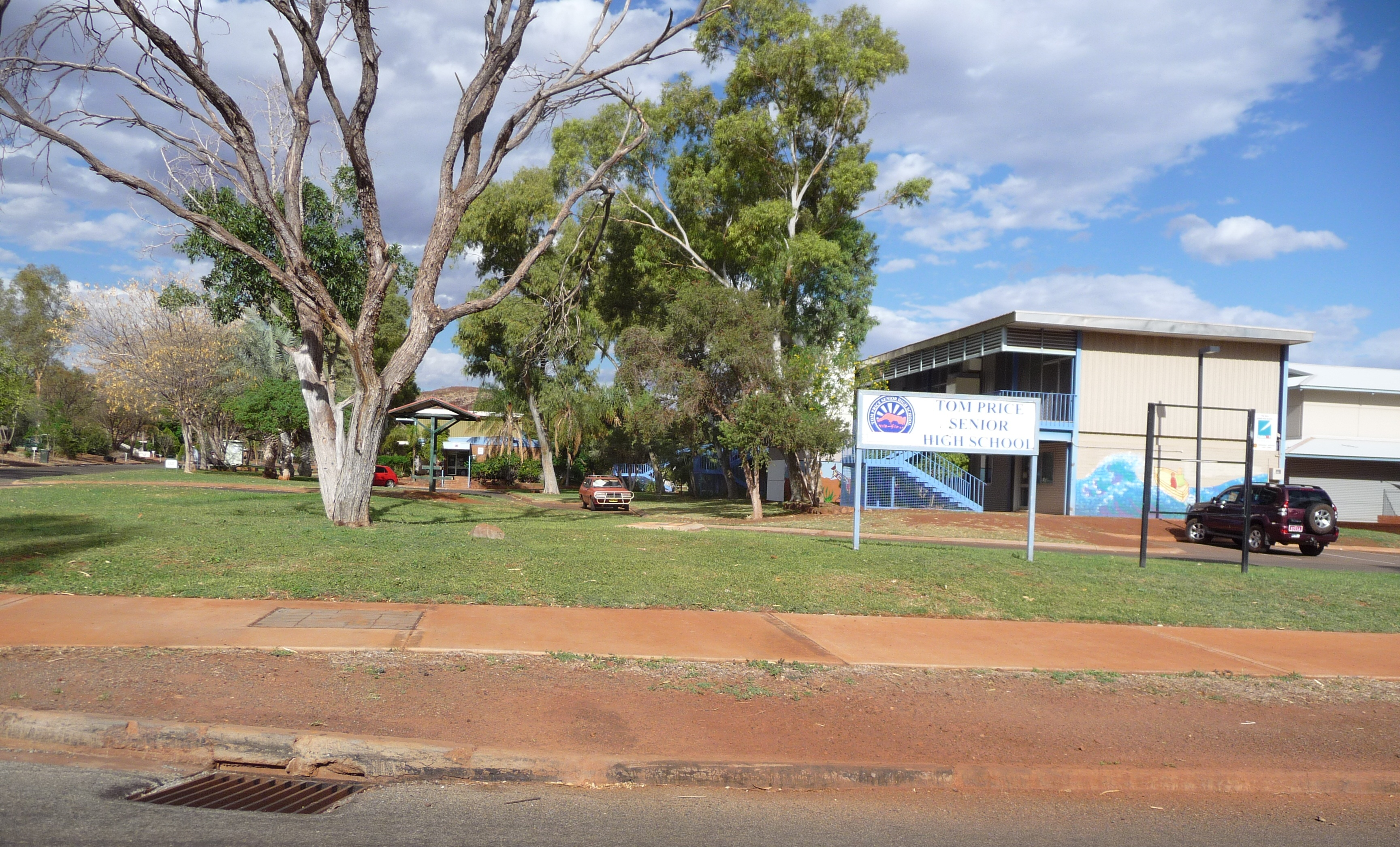
Tom Price Senior High School

Cossack · Dampier · Goldsworthy · Jigalong · Karratha · Marble Bar · Newman · Nullagine · Onslow · Pannawonica · Paraburdoo · Point Samson · Port Hedland · Roebourne · Shay Gap · South Hedland · Telfer · Tom Price · Whim Creek · Wickham · Wittenoom